# Сильченко, Ольга Касьяновна
О́льга Касья́новна Си́льченко (род. 1958) — советский и российский учёный и педагог в области астрофизики, кинематики и внегалактической астрономии, доктор физико-математических наук (1994).  Лауреат Государственной премии Российской Федерации в области науки и техники (2003).

## Биография
Родилась 12 апреля 1958 года в Москве.
С 1976 по 1981 год обучалась на Физическом факультете МГУ, с 1981 по 1984 год - в аспирантуре при этом факультете. С 1984 года на педагогической работе в астрономическом отделении и на кафедре небесной механики, астрометрии и гравиметрии Физического факультета МГУ в звании доцента (с 2019 года) и одновременно на научной работе в Государственном астрономическом институте имени  П. К. Штернберга в должностях: научного сотрудника, старшего научного сотрудника, с 1994 по 2004 год — ведущего научного сотрудника, с 2004 года — заведующая отделом физики эмиссионных звёзд и галактик и одновременно с 2018 года — заместитель директора по научной работе. Помимо основной деятельности является лектором Московского планетария.
В 1984 году защитила диссертацию на соискание учёной степени кандидат физико-математических наук по теме: «Звёздный состав и эволюция галактик», в 1994 году — доктор физико-математических наук по теме: «Звёздное население ядер галактик».

## Научно-педагогическая деятельность
Основные научные работы связаны с вопросами в области внегалактическая астрономия, кинематика, структура и эволюция галактик, звёздные населения, ядра галактик. На Физическом факультете МГУ проводит курс по вопросам «Галактика на высоких красных смещениях: формирование» и «Эволюция галактик». Основная библиография: «Галактики» (2013) и  «Происхождение и эволюция галактик» (2017). Является автором более 243 статей в научных журналах и десяти  научно-исследовательских работ. О. К. Сильченко является членом диссертационного совета ГАИ имени  П. К. Штернберга (астрофизика и звёздная астрономия), а так же членом таких уважаемых обществ в области астрономии как: Всероссийское астрономо-геодезическое общество (с 1992 года),  Международный астрономический союз (с 2004 года) и Европейского Астрономического Общества (с 2011 года).
В 1996 году за докторскую диссертацию «Звёздное население ядер галактик» была удостоена Премия имени И. И. Шувалова.
9 сентября 2004 года за работу «Предсказание и открытие новых структур в спиральных галактиках» О. К. Сильченко была удостоена Государственной премии Российской Федерации в области науки и техники.

## Награды
- Медаль ордена «За заслуги перед Отечеством» II степени (2024)[6]
- Премия имени И.С. Шкловского (3 октября 2023) —  за цикл работ «Приливные и аккреционные структуры в дисковых галактиках: динамика и звездообразование» [7]
- Государственной премии Российской Федерации в области науки и техники (2003)[5]
- Премия имени И. И. Шувалова (1996)[4]

## Дополнительная информация
Солистка Театра старинной музыки МГУ.  Лауреат III Премии международного фестиваля-конкурса русского романса «Белая акация» (2010).